# Багдасарашвілі Захарій Георгійович
Захарій Георгійович Багдасарашвілі (нар. 13 червня 1908 Ґурджаані) — радянський вчений в галузі агрохімії. Доктор сільськогосподарських наук з 1973 року,

## Життєпис
Народився 13 червня 1908 року в місті Ґурджаані (нині Грузія). 1931 року закінчив Грузинський сільськогосподарський інститут. У 1931—1954 роках на науковій і керівній роботі. З 1954 року — завідувач відділом агрохімії Грузинського науково-дослідного інституту садівництва, виноградарства і виноробства. З 1983 року науковий консультант цього ж інституту.

## Наукова діяльність
Вченим вивчено живлення винограду в залежності від сорту, віку і екологічних умов; встановлена роль основних макро- і мікроелементів для нормального росту і розвитку винограду; вивчена солестійкість різновікових рослин винограду, виявлена ступінь токсичності солей і ефективності антагоністів для освоєння ґрунтів під виноградники, розроблені дієві заходи по боротьбі з хлорозом. Автор 58 наукових робіт. Серед них:
- Использование органических и минеральных удобрений в виноградарстве. — Тбілісі, 1954;
- Применение микроэлементов в виноградарстве. — Москва, 1966;
- Действие макро- и микроэлементов на растение винограда в различных экологических условиях. — В. кн.: Эффективное применение удобрений в садоводстве и виноградарстве. К., 1973;
- Справочная книга по химизации сельского хозяйства. — Москва, 1980 (у співавторстві).